# Рябчик дагана
Рябчик дагана (лат. Fritillaria dagana)  — вид травянистых растений рода Рябчик (Fritillaria) семейства Лилейные (Liliaceae).

## Ботаническое описание
Многолетнее травянистое луковичное растение высотой 20—35 см. Луковица округлая, состоит из нескольких мелких чешуй. Стебли мутовчатые.
Листья ланцетные, длиной 6—8 см, образуют на верхней половине стебля мутовку.
Цветок — одиночный поникающий колокольчик, снаружи коричнево-фиолетового, внутри желтоватого цвета, с шахматным либо крапчатым рисунком. Цветёт с середины июня по середину июля.
Плод — продолговатая коробочка.
Число хромосом 2n = 24.

## Распространение и среда обитания
Эндемик южной Сибири. Обитает в Иркутской области, Читинской области, Республиках Бурятия, Тува, Якутия.
Обитает в субальпийском и альпийском поясах, на лесных опушках, разнотравных склонах.
Описан с реки Снежной (хребет Хамар-Дабан).

## Охранный статус
Редкий вид. Занесён в Красные книги России, Красноярского края, Иркутской области, Бурятии, Читинской области. Вымирает в связи со сбором цветущих растений в декоративных целях.